# Hrabstwo Mason (Waszyngton)
Hrabstwo Mason (ang. Mason County) – hrabstwo w stanie Waszyngton w Stanach Zjednoczonych. Hrabstwo zajmuje powierzchnię całkowitą 1051,03 mil² (2722,15 km²). Według szacunków United States Census Bureau w roku 2009 miało 58 016 mieszkańców. Jego siedzibą jest Shelton.
Jednostkę administracyjną wydzielono z hrabstwa King 13 marca 1854 r. Pierwotnie hrabstwo otrzymało nazwę Sahewamish, jednak w 1864 zmieniono je na Mason.

## Miasta
- Shelton

## CDP
- Allyn
- Belfair
- Grapeview
- Hoodsport
- Skokomish
- Union